# Testul Kleihauer-Betke
Testul Kleihauer-Betke („KB”), colorarea Kleihauer-Betke („KB”), testul Kleihauer sau testul de eluție acidă este un test de sânge utilizat (postnatal) pentru a măsura cantitatea de hemoglobină fetală transferată de la făt la mamă. De obicei, se efectuează mamelor Rh-negative pentru a determina doza necesară de imunoglobulină Rho(D) pentru a inhiba formarea anticorpilor Rh la mamă și pentru a preveni izoimunizarea la potențialii viitori copii Rh-pozitivi. Este numit după Enno Kleihauer și Klaus Betke care l-au descris în 1957.
Testul KB este metoda standard de cuantificare a hemoragiei feto-materne (FMH). Profită de rezistența diferențială a hemoglobinei la acid. Din sângele mamei se prepară un frotiu de sânge standard și se imersează într-o baie acidă (de obicei o combinație de acid citric și fosfat, la un pH de 3,3). Aceasta elimină hemoglobina adultă, dar nu și hemoglobina fetală, din eritrocite. Colorarea ulterioară, folosind metoda lui Shepard, face ca eritrocitele fetale (conținând hemoglobină fetală) să apară de culoare roz/roșu, în timp ce eritrocitele adulte sunt văzute doar ca „fantome” (i.e. palide datorită eluției hemoglobinei adulte). Este numărat un eșantion de 2.000 de celule la microscop, după care se calculează procentul eritrocitelor fetale din totalul eritrocitelor. 
La femeile cu test pozitiv, se efectuează teste de urmărire pentru excluderea rezultatelor fals pozitive. Un astfel de rezultat fals pozitiv se poate datora unei hemoglobinopatii, care determină creșterea relativă a hemoglobinei fetale în sânge (exp. anemia falciformă). 
Comparația cu alte metode paraclinice, mai scumpe și mai avansate din punct de vedere tehnologic, cum ar fi citometria în flux, a arătat că testul Kleihauer–Betke este cel puțin la fel de sensibil în detectarea FMH.  Cu toate acestea, publicațiile au arătat că, în comparație cu metodele de citometrie în flux, testul Kleihauer–Betke are o specificitate mai scăzută, întrucât supraestimează FMH din cauza rezultatelor fals pozitive. Erorile de numărare la microscop pot duce la estimări de până la 5 mL pierdere de sânge fetal, atunci când de fapt nu există o astfel de pierdere, dar metodele standard disponibile în majoritatea laboratoarelor admit o probabilitate extrem de scăzută pentru un rezultat fals pozitiv în cazul hemoragiei feto-materne mai severe.

## Tehnica originală

### Rezultatele metodei originale
Metoda originală, definitivată de Kleihauer în 1974, presupune următorii pași:
1. Colectare de sânge capilar sau venos în tupuri cu anticoagulant precum heparina, oxalatul, citratul sau EDTA.
2. Se prepară frotiul de sânge, care se usucă la aer tip de 10-60 de minute
3. Se fixeaza frotiul în etanol 80% timp de 5 minute, la 20-22 °C
4. Se clătește frotiul cu apă de la robinet și se lasă a se usca la aer
5. Se cufundă frotiul într-o soluție tampon formată din citrat și fosfat, având un pH de 3,3, timp de 5 minute, la 37 °C
6. Se clătește frotiul cu apă de la robinet, se lasă la uscat, iar apoi se colorează frotiul cu hematoxilină acidă Ehrlich, timp de 3 minute
7. Se clătește din nou frotiul cu apă de la robinet, se lasă la uscat, după care se contra-colorează cu eozină timp de 3 minute.
8. După clătirea și uscarea finală, frotiurile se pot vizualiza la microscopul optic, fără utilizarea imersiei în ulei.

Uneori, s-a folosit o metodă simplificată prin eliminarea nevoii de colorare a frotiului, bazându-se pe proprietățile soluției tampon de dizolvare diferențială a hemoglobinei (fetale vs. adulte). În timp, metoda a fost îmbunătățită, prin propunerea a diferite metode de eluție și colorare. Recent, cercetătorii români A. Șerban și C. Iobagiu au îmbunătățit specificitatea metodei prin scurtarea timpului de fixare în alcool 80% la 5 minute, realizarea eluției în doi pași, și colorarea frotiului cu albastru de metilen în loc de hematoxilină.
Metoda alternativă, mai exactă, dar mult mai scumpă, a testului Kleihauer-Betke, este citometria în flux.

### Metodă
Celulele hemoglobinei F sunt colorate dens cu eritrozină, pe când celulele hemoglobinei A (i.e. mature) apar ca celule fantomă (palide). Celulele intermediare sunt colorate mai mult sau mai puțin roz. Reticulocitele care conțin hemoglobină A, pot apărea ca celule intermediare și/sau pot prezenta granulație intracelulară. Corpii de incluziune (corpi Heinz, lanțuri α sau β precipitate) sunt vizibili în celulele eluate ca incluziuni compacte de diferite dimensiuni. Hemoglobina A este eluată indiferent dacă este oxihemoglobină, methemoglobină, cianmethemoglobină, hemoglobină redusă sau carboxihemoglobină.

### Cuantificarea celulelor hemoglobinei F

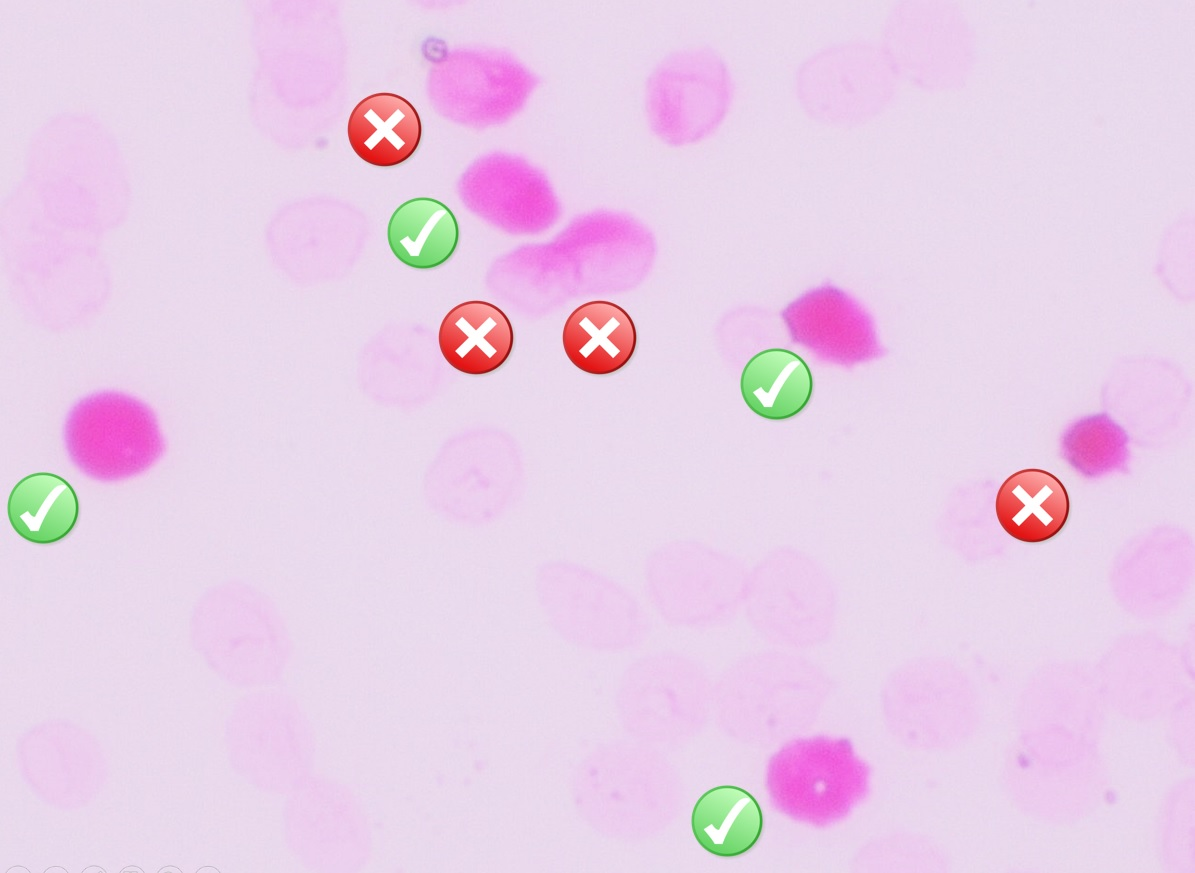
Colorație Kleihauer-Betke a frotiului sangvin. Semnele verzi desemnează celulele numărate ca celule fetale (HbF), iar semnele roșii desemnează celulele excluse de la numărare. Dacă celulele nu sunt colorate complet, sau sunt de dimensiuni prea mici, nu sunt luate în considerare ca celule fetale.

Pentru numărarea celulelor, sunt recomandate metodele dezvoltate de Schneider și Ludwig  și Bartsch. Pentru determinarea distribuției intracelulare a hemoglobinei F, poate fi folosită metoda semi-cantitativă Shepard, Weatherall și Conley.

### Valori normale
Valorile normale, raportate ca procentaj al eritrocitelor fetale din totalul eritrocitelor, sunt sub 0.125%. 

## Utilizări

### Estimarea severității hemoragiei feto-materne
Pentru a determina dacă un test pozitiv pentru hemoragia feto-maternă indică cauza probabilă a morții fetale, trebuie calculat procentul din volumul total de sânge fetal pierdut, făcând ajustări adecvate pe baza următoarelor relații cunoscute:
- - dimensiunea eritrocitului fetal este de 1,22 ori mai mare decât a eritrocitului adult;
  - colorația KB are o rată medie de succes de 92% în detectarea eritrocitelor fetale;
  - la o femeie aflată la termen sau aproape de termen, volumul mediu al eritrocitelor materne este de aproximativ 1800 ml;
  - hematocritul fetal mediu este de 50%;
  - fetusul are un volumul mediu de sânge de {\displaystyle 150{\frac {ml}{kg}}}

Aceste ipoteze pot fi apoi aplicate pentru a obține formula:
- - {\displaystyle PFB} este procentul de sânge fetal pierdut (prin hemoragie feto-maternă);
  - {\displaystyle FC} este numărul observat de eritrocite fetale;
  - {\displaystyle MC} este numărul observat de eritrocite materne ({\displaystyle MC=TC-FC}, Unde {\displaystyle TC} este numărul total observat de eritrocite, atât materne, cât și fetale);
  - {\displaystyle FW} este greutatea fătului la naștere, în kilograme.

O valoare mai mare de 20% este considerată a reprezenta o sângerare masivă. În termeni absoluți, intervalele diferă în funcție de autor. Pe când unii autori consideră 30 mL a reprezenta o hemoragie masivă, alții consideră valori de peste 50 mL. Cu cât sângerarea este mai mare, cu atât riscul morții fetale crește. Ce contează însă în primul rând, este nu atât cantitatea hemoragiei, cât rapiditatea ei (i.e. gradul de acutizare al ei).

### Estimarea numărului de fiole RhIG necesare
O estimare a numărului necesar de flacoane cu imunoglobuline RhIG (i.e. imunoglobulină Rh anti-D) poate fi realizată prin următoarele calcule: 
- Volumul (mL) de sânge fetal = % celule fetale x 50
- Numărul de fiole de 300 mcg RhIG necesar = Volumul de sânge fetal (mL) / 30mL

Combinând aceste două ecuații rezultă: 
- Numărul de fiole = % celule fetale x 50 / 30

Acesta este aproximativ egal cu:
- Numărul de fiole = celule fetale x 1,7

Numărul de fiole se rotunjește prin adaos (dacă partea fracționară a rezultatului este 0,5 sau mai mare). 

## Considerații privind detectarea eritrocitelor fetale
Unul dintre scopurile principale ale testului KB, după detectarea cantității de imunoglobulină RhIG necesare a fi administrată mamei Rh negative, este de a determina dacă moartea fetală s-a petrecut datorită hemoragiei feto-materne (HFM) sau nu.Deoarece celulele sanguine fetale și materne au aceeași speranță de viață în fluxul sanguin matern, este posibil să se obțină rezultate relevante prin testul KB pentru un oarecare interval de timp postpartum. Cu toate acestea, dacă mama și fătul au fost incompatibili ABO, este important ca testul KB să se efectueze cât mai repede, deoarece eritrocitele fetale vor fi eliminate rapid din fluxul sanguin matern, determinând ca rezultatul testului să subestimeze gradul de hemoragie feto-maternă. 

## Utilizarea testului în cazurile de traumatism matern
Un articol publicat în 2004 a concluzionat că testul Kleihauer-Betke (KB) este necesar în toate cazurile de traumatism matern, deoarece evaluarea clinică nu este suficientă pentru determinarea riscului de travaliu prematur. Acesta prezice cu acuratețe riscul de travaliu prematur după traumatisme materne, în timp ce evaluarea clinică nu face aceasta. Cu un test KB negativ, durata monitorizării fetale posttraumă poate scădea. Cu un test KB pozitiv, riscul semnificativ al travaliului prematur impune o monitorizare atentă a gravidei. Testarea KB are avantaje importante pentru toate victimele traumatismelor materne, indiferent de statutul Rh. 

## Vezi si
- Testul APT